# 兰斯菲尔德分类法

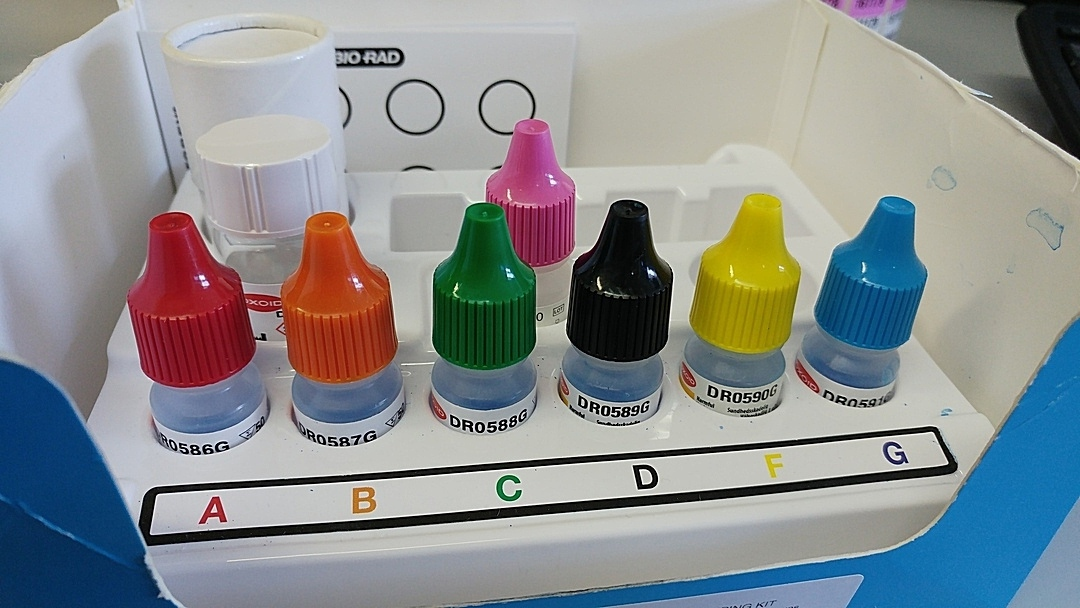
用于兰斯菲尔德分类的试剂。

兰斯菲尔德分类法（英语：Lancefield grouping），也叫兰斯菲尔德链球菌分类法，是一种球菌分类系统，它根据细胞壁上发现的细菌抗原的碳水化合物组成对过氧化氢酶阴性革兰氏阳性球菌进行分类。该系统由瑞贝卡·兰斯菲尔德（Rebecca Lancefield）创建，历史上曾用于组织链球菌科的各种成员，其中包括乳球菌属和链球菌属，但由于自1970年代以来鉴定的链球菌种类数量爆炸式增长，现在基本上是多余的。 然而，即使在分类学发生变化之后，它仍保留了一些临床用途。截至2018年，兰斯菲尔德名称仍经常用于传达医学微生物检测结果。 
肠球菌，以前称为D组链球菌，直到1984年才被归类为链球菌属的成员，并被包括在最初的兰斯菲尔德分组中。许多（但不是所有）链球菌属的成员都是β溶血性的。 值得注意的是，肠球菌和牛链球菌（兰斯菲尔德D组）不是β溶血性的。尽管链球菌有许多组别，但已知只有五组链球菌通常会在免疫能力强的人中引起疾病：A组、B组、D组的两个成员（解没食子酸链球菌和婴儿链球菌，均为牛链球菌组的成员）， 和两组缺乏兰斯菲尔德碳水化合物抗原：肺炎链球菌和草绿色链球菌。

## 分类
- A组：化脓性链球菌
- B组：无乳链球菌
- C组：马肠链球菌、马链球菌、兽瘟链球菌和停乳链球菌
- D组：粪肠球菌、屎肠球菌、耐久肠球菌和牛链球菌
- F、G、L组：咽峡炎链球菌（也叫心绞痛链球菌）
- H组：血链球菌
- K组：唾液链球菌
- L组：停乳链球菌
- M及O组：缓症链球菌
- N组：乳酸乳球菌
- R及S组：猪链球菌

其他链球菌种类被归类为“非兰斯菲尔德链球菌”。